# キム・ウィロビー
キム・ウィロビー（Kim Marie Willoughby, 1980年11月7日 - ）は、アメリカ合衆国の元女子バレーボール選手。
2007年からイタリアのセリエA・Familia Chieriでプロ選手となり、2008年4月にアメリカ合衆国代表入り。同年夏の北京オリンピックでは銀メダルに輝いた。シリオ・ペルージャ在籍中の2008/09シーズンには、欧州チャンピオンズリーグにおいて銅メダリストとなり、自らもベストレシーバー賞に輝いた。

## 来歴
ルイジアナ州テレボーン郡ホウマ生まれで、同州アサンプション郡ナポレオンビル育ち。Assumption高校（英語版）在学時にはバレーボールだけでなく、陸上競技やバスケットボールでも才を発揮した。高校バレーボール部は3年連続でルイジアナ州選手権で優勝し、ウィロビーは年間優秀選手に選出されている。同時に全米高校ベスト6（First Team All-American）にも選出されている。
幼年期に実母が交通事故に遭い下半身不随となった。更なる悲劇が襲う。ボーイフレンドが他人と口論の末、射殺されたのである。後にウィロビーは「あの頃は心が荒んで、よくキレて喧嘩ばかりしていた」と認めている。
同じバレーボール選手で、北京オリンピックアメリカ合衆国代表のチームメイトでもあったダニエル・スコット＝アルーダはウィロビーの三従兄弟（又従兄弟の子同士）である。

### 法的トラブル
2006年12月にその事件は起こった。ホノルルカカアコにあるカフェで、ウィロビーがある女性に暴行を加えたと伝えられた。被害者は鼻の骨を折るなどの重傷であった。ウィロビーは正当防衛を主張したが、検察官は認めず、司法取引で50000ドルの保釈金と5年間の保護観察処分となった。
2012年1月、保護観察処分が早期解除されたウィロビーは故郷であるルイジアナ州に戻った。

### ドーピング
2009年4月、ウィロビーは試合後の尿検査でナンドロロンの陽性反応が検出された。同年9月11日、イタリアオリンピック委員会は2011年7月10日までの2年間、ウィロビーを出場停止処分に科したと発表した。
出場停止処分が明けプエルトリコで2シーズンプレーした後、2013/14シーズンからアゼルバイジャンのイトゥサチ・バクーに移籍し、ヨーロッパ球界への復帰を果たした。

## 大学
ハワイ大学在学中にウィロビーはNCAA受賞者に三度選出され、2003年には年間優秀選手に選出されている。この年、ウィロビーは1試合あたり6.60本のアタックを決め、全米ランキング2位となった。

## 所属チーム
- ハワイ大学（-2003年）
- Caguas（2003-2005年）
- CAVムルシア2005（2005-2006年）
- Santeramo Sport（2006-2007年）
- Chieri（2007-2008年）
- シリオ・ペルージャ（2008-2009年）
- （この間、ドーピング違反による出場停止）
- Valencianas de Juncos（2011-2012年）
- Pinkin de Corozal（2012-2013年）
- イトゥサチ・バクー（2013-2014年）
- Orientales de Humacao（2014年）
- Indias de Mayagüez（2014-2017年）

## 球歴
- 2002年 - パンアメリカンカップ 6位
- 2008年
  - FIVBワールドグランプリ 4位
  - 北京オリンピック 銀メダル

## 受賞歴

### 個人
- 欧州チャンピオンズリーグ Final Four ベストレシーバー

### 学生時代
- NCAA オールアメリカン（ファーストチーム） - 2001年、2002年、2003年
- 2003年 - NCAA 年間全米優秀選手（National Player of the Year ）
- WAC 年間優秀選手（Player of the Year） 2001年、2002年、2003年[9]
- 2000年 WAC 年間優秀新人（Co-Freshman of the Year）